# St. Kilian (Untertheres)

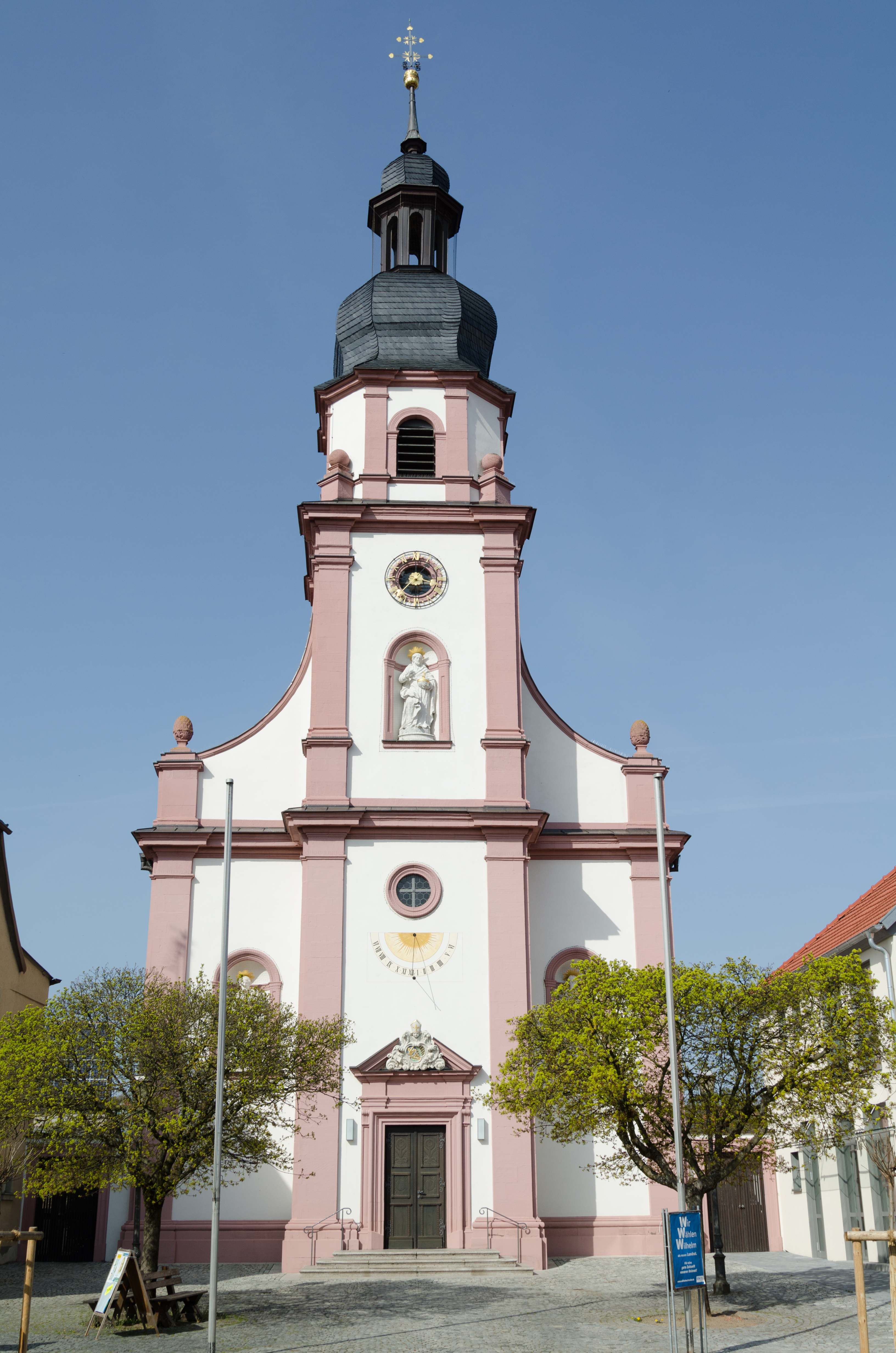
St. Kilian (Untertheres)

Die römisch-katholische Pfarrkirche St. Kilian steht in Untertheres, einem Gemeindeteil von Theres im unterfränkischen Landkreis Haßberge in Bayern. An der Stelle einer alten Kirche ließ der Abt Gregor II. Fuchs das denkmalgeschützte Bauwerk 1728–30 errichten. Die Pfarrei gehört zur Pfarreiengemeinschaft Theres im Dekanat Haßberge des Bistums Würzburg.

## Beschreibung
Der Entwurf der 1728–30 gebauten spätbarocken Saalkirche stammt von Joseph Greissing. Sie besteht aus einem Langhaus, einem eingezogenen, dreiseitig geschlossenen Chor im Norden und einem Fassadenturm im Süden, der mit einer schiefergedeckten Welschen Haube bedeckt ist. Die Fassade mit ihrem Schweifgiebel wird durch Pilaster in drei Bereiche gegliedert, im mittleren befindet sich das Portal, in dessen Sprenggiebel ein Wappen untergebracht ist. 
Die Kirchenausstattung, wie der Hochaltar und das Weihwasserbecken, stammt zum Teil aus der Kirche von Obertheres. Die Orgel mit 10 Registern, einem Manual und einem Pedal wurde 1722 von Johann Hoffmann für die Kirche des Benediktinerklosters Theres gebaut. Sie wurde 1804 in die Pfarrkirche umgesetzt und 1811 um vier Register erweitert. 1908 wurde von der Giengener Orgelmanufaktur Gebr. Link eine neue Orgel in den vorhandenen Prospekt eingebaut.